# Helmut Schneider
Helmut Schneider (ur. 13 lipca 1913 w Altrip, zm. 13 lutego 1984 w Mannheim) – niemiecki piłkarz występujący na pozycji napastnika, a także trener.

## Kariera piłkarska

### Kariera klubowa
W swojej karierze Schneider reprezentował barwy zespołów TuS Altrip, Bayern Monachium, Waldhof Mannheim, SpVgg Fürth, LSV Berlin oraz 1. FSV Mainz 05.

### Kariera reprezentacyjna
Schneider wystąpił jeden raz w reprezentacji Rzeszy Niemieckiej, 1 września 1940 w wygranym 13:0 towarzyskim meczu z Finlandią.

## Kariera trenerska
Schneider rozpoczął karierę jako grający trener zespołów 1. FSV Mainz 05 oraz SpVgg Fürth. Następnie prowadził drużyny VfR Mannheim, 1. FC Köln, FK Pirmasens (trzykrotnie), Borussia Dortmund (dwukrotnie), Bayern Monachium, 1. FC Saarbrücken, Karlsruher SC oraz Wormatia Worms. Zespoły Saarbrücken, Karlsruher SC oraz Borussia Dortmund prowadził w rozgrywkach Bundesligi.